# Prymulina
Prymulina – organiczny związek chemiczny z grupy antocyjanów, będących barwnikami roślinnymi. Prymulina jest 3-galaktozydem malwidyny. Prymulina nadaje zabarwienie płatkom kwiatów Primula sinensis.